# Exportlist

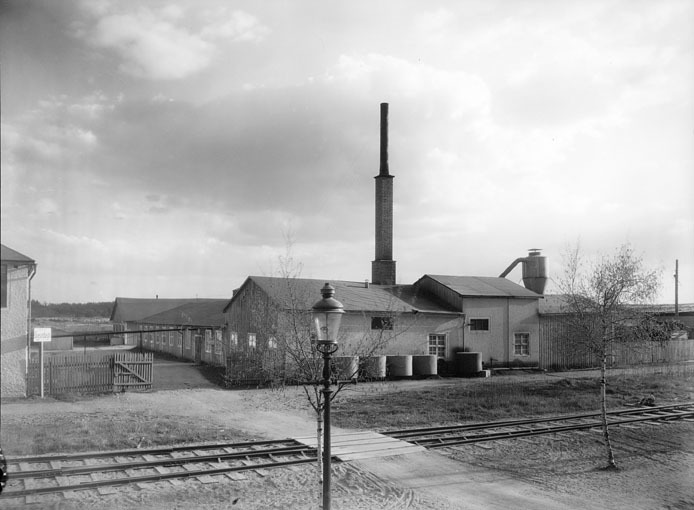
Exportlist AB.

Exportlist AB var en guldlistfabrik som grundades i Nyköping 1914 av Knut Irving (1882–1961). Företaget tillverkade ramlist, fotoramar, speglar och kompletteringsmöbler. På 1940-talet hade företaget cirka 140 anställda. 
I mitten av 1930-talet bröt sig 28 av de anställda ut ur Exportlist och bildade det konkurrerande företaget Guldlist AB.